# The Glory Days Tour
The Glory Days Tour – czwarta trasa koncertowa i druga światowa trasa brytyjskiego girlsbandu, Little Mix, promująca album, Glory Days z 2016 roku. Trasa rozpoczęła się 21 maja 2017 roku w Birkenhead, zakończyła się 26 listopada 2017 roku w Londynie.

## Lista utworów

### Maj–wrzesień 2017 (Summer Shout Out Tour)

#### Akt 1
1. "Power"
2. "Black Magic"
3. "Salute"
4. "Down & Dirty"
5. "F.U"
6. "Hair"
7. "Your Love"
8. "Secret Love Song, Pt. II"

#### Akt 2
1. "No More Sad Songs"
2. "You Gotta Not"
3. "Wings"
4. Przejście: gra z piosenkami grupy (śpiewanie z widownią)
5. "Touch"

#### Bis
1. "Nobody Like You"
2. "Shout Out To My Ex"

### Październik–listopad 2017 (The Glory Days Tour)

#### Akt 1
1. "Power"
2. "Black Magic"
3. "Private Show"
4. "Move"
5. "F.U"

#### Akt 2
1. "No More Sad Songs"
2. "Your Love"
3. "Secret Love Song, Pt. II"
4. "Nothing Else Matters"
5. "Wings"

#### Akt 3
1. "Salute"
2. "Down & Dirty"
3. "DNA" / "Freak"
4. "Hair"
5. Przejście: gra z piosenkami grupy (śpiewanie z widownią)
6. "Touch" / "Reggaetón Lento (Remix)"

#### Bis
1. "Shout Out To My Ex"

## Koncerty
| Data                                          | Miejscowość                                   | Państwo                                       | Obiekt                                        | Support                                       |                                               |                                               |
| Europa — Glory Days and Summer Shout Out Tour | Europa — Glory Days and Summer Shout Out Tour | Europa — Glory Days and Summer Shout Out Tour | Europa — Glory Days and Summer Shout Out Tour | Europa — Glory Days and Summer Shout Out Tour | Europa — Glory Days and Summer Shout Out Tour | Europa — Glory Days and Summer Shout Out Tour |
| --------------------------------------------- | --------------------------------------------- | --------------------------------------------- | --------------------------------------------- | --------------------------------------------- | --------------------------------------------- | --------------------------------------------- |
| 21 maja 2017                                  | Birkenhead                                    | Wielka Brytania                               | Prenton Park                                  |                                               |                                               |                                               |
| 24 maja 2017                                  | Berlin                                        | Niemcy                                        | Mercedez Benz Arena                           | The Vamps                                     |                                               |                                               |
| 25 maja 2017                                  | Düsseldorf                                    | Niemcy                                        | Mitsubishi Electric Halle                     | The Vamps                                     |                                               |                                               |
| 27 maja 2017                                  | Wiedeń                                        | Austria                                       | Gasometr                                      | The Vamps                                     |                                               |                                               |
| 28 maja 2017                                  | Hull                                          | Wielka Brytania                               | Burton Constable Hall                         |                                               |                                               |                                               |
| 29 maja 2017                                  | Zurych                                        | Szwajcaria                                    | Samsung Hall                                  | The Vamps                                     |                                               |                                               |
| 30 maja 2017                                  | Mediolan                                      | Włochy                                        | Mediolanum Forum                              | The Vamps                                     |                                               |                                               |
| 31 maja 2017                                  | Monachium                                     | Niemcy                                        | Olympiahalle                                  | The Vamps                                     |                                               |                                               |
| 2 czerwca 2017                                | Antwerpia                                     | Belgia                                        | Lotto Arena                                   | The Vamps                                     |                                               |                                               |
| 3 czerwca 2017                                | Amsterdam                                     | Holandia                                      | AFAS Live                                     | The Vamps                                     |                                               |                                               |
| 5 czerwca 2017                                | Kopenhaga                                     | Dania                                         | Valby Hallen                                  | The Vamps                                     |                                               |                                               |
| 6 czerwca 2017                                | Sztokholm                                     | Szwecja                                       | Annexet                                       | The Vamps                                     |                                               |                                               |
| 8 czerwca 2017                                | Paryż                                         | Francja                                       | Zénith de Paris                               | The Vamps                                     |                                               |                                               |
| 10 czerwca 2017                               | Londyn                                        | Wielka Brytania                               | Wembley Stadium                               |                                               |                                               |                                               |
| 23 czerwca 2017                               | Newmarket                                     | Wielka Brytania                               | Newmarket Racecourse                          | Ella Eyre Sheppard                            |                                               |                                               |
| 24 czerwca 2017                               | Gloucester                                    | Wielka Brytania                               | Kingsholm Stadium                             | Ella Eyre Sheppard                            |                                               |                                               |
| 25 czerwca 2017                               | Twickenham                                    | Wielka Brytania                               | Twickenham Stoop                              | Ella Eyre Sheppard                            |                                               |                                               |
| 29 czerwca 2017                               | Dundee                                        | Szkocja                                       | Slessor Gardens                               | Ella Eyre Sheppard                            |                                               |                                               |
| 30 czerwca 2017                               | Edynburg                                      | Szkocja                                       | Royal Highland Centre                         | Ella Eyre Sheppard                            |                                               |                                               |
| 1 lipca 2017                                  | Derby                                         | Wielka Brytania                               | Donington Park                                | Ella Eyre Sheppard                            |                                               |                                               |
| 6 lipca 2017                                  | Scarborough                                   | Wielka Brytania                               | Scarborough Open Air Theatre                  | Sheppard                                      |                                               |                                               |
| 7 lipca 2017                                  | Londyn                                        | Wielka Brytania                               | Old Royal Naval College                       |                                               |                                               |                                               |
| 8 lipca 2017                                  | Colwyn Bay                                    | Walia                                         | Eirias Stadium                                | Ella Eyre Sheppard                            |                                               |                                               |
| 9 lipca 2017                                  | Southampton                                   | Wielka Brytania                               | Ageas Bowl                                    | Sheppard                                      |                                               |                                               |
| 13 lipca 2017                                 | Monmouthshire                                 | Walia                                         | Caldicot Castle                               | Louisa Johnson Sheppard                       |                                               |                                               |
| 14 lipca 2017                                 | Exeter                                        | Wielka Brytania                               | Powderham Castle                              | Ella Eyre Sheppard                            |                                               |                                               |
| 15 lipca 2017                                 | Durham                                        | Wielka Brytania                               | County Cricket Club Emirates Riverside        | Ella Eyre Sheppard                            |                                               |                                               |
| 16 lipca 2017                                 | Carlisle                                      | Wielka Brytania                               | Bitts Park                                    | Ella Eyre Sheppard                            |                                               |                                               |
| Oceania — Glory Days Tour                     |                                               |                                               |                                               |                                               |                                               |                                               |
| 20 lipca 2017                                 | Perth                                         | Australia                                     | Crown Theatre                                 | Zoe Badwi                                     |                                               |                                               |
| 22 lipca 2017                                 | Melbourne                                     | Australia                                     | Margaret Court Arena                          | Zoe Badwi                                     |                                               |                                               |
| 23 lipca 2017                                 | Melbourne                                     | Australia                                     | Margaret Court Arena                          | Zoe Badwi                                     |                                               |                                               |
| 26 lipca 2017                                 | Adelaide                                      | Australia                                     | AEC Theatre                                   | Zoe Badwi                                     |                                               |                                               |
| 28 lipca 2017                                 | Brisbane                                      | Australia                                     | Brisbane Entertainment Centre                 | Zoe Badwi                                     |                                               |                                               |
| 29 lipca 2017                                 | Sydney                                        | Australia                                     | Qudos Bank Arena                              | Zoe Badwi                                     |                                               |                                               |
| 30 lipca 2017                                 | Auckland                                      | Nowa Zelandia                                 | Spark Arena                                   | Zoe Badwi                                     |                                               |                                               |
| Europa — Summer Shout Out Tour                |                                               |                                               |                                               |                                               |                                               |                                               |
| 1 września 2017                               | Ardingly                                      | Wielka Brytania                               | South of Wielka Brytania Showground           | Ella Eyre Germein Sisters                     |                                               |                                               |
| 2 września 2017                               | Liverpool                                     | Wielka Brytania                               | Otterspool Promenade                          |                                               |                                               |                                               |
| 3 września 2017                               | Norwich                                       | Wielka Brytania                               | Earlham Park                                  | Nina Nesbitt Germein Sisters                  |                                               |                                               |
| Europa — Glory Days Tour                      |                                               |                                               |                                               |                                               |                                               |                                               |
| 9 października 2017                           | Aberdeen                                      | Szkocja                                       | GE Oil and Gas Arena                          | Lina Makhul Jessarae                          |                                               |                                               |
| 10 października 2017                          | Aberdeen                                      | Szkocja                                       | GE Oil and Gas Arena                          | Lina Makhul Jessarae                          |                                               |                                               |
| 11 października 2017                          | Newcastle                                     | Wielka Brytania                               | Metro Radio Arena                             | Lina Makhul Jessarae                          |                                               |                                               |
| 13 października 2017                          | Birmingham                                    | Wielka Brytania                               | Genting Arena                                 | Lina Makhul Jessarae                          |                                               |                                               |
| 14 października 2017                          | Leeds                                         | Wielka Brytania                               | First Direct Arena                            | Lina Makhul Jessarae                          |                                               |                                               |
| 16 października 2017                          | Liverpool                                     | Wielka Brytania                               | Echo Arena                                    | Lina Makhul Jessarae                          |                                               |                                               |
| 17 października 2017                          | Sheffield                                     | Wielka Brytania                               | Sheffield Arena                               | Lina Makhul Jessarae                          |                                               |                                               |
| 19 października 2017                          | Glasgow                                       | Szkocja                                       | SSE Hydro                                     | Lina Makhul Jessarae                          |                                               |                                               |
| 20 października 2017                          | Manchester                                    | Wielka Brytania                               | Manchester Arena                              | Lina Makhul Jessarae                          |                                               |                                               |
| 26 października 2017                          | Londyn                                        | Wielka Brytania                               | The O2 Arena                                  | Lina Makhul Jessarae                          |                                               |                                               |
| 27 października 2017                          | Sheffield                                     | Wielka Brytania                               | Sheffield Arena                               | Lina Makhul Jessarae                          |                                               |                                               |
| 28 października 2017                          | Sheffield                                     | Wielka Brytania                               | Sheffield Arena                               | Lina Makhul Jessarae                          |                                               |                                               |
| 30 października 2017                          | Cardiff                                       | Walia                                         | Motorpoint Arena Cardiff                      | Lina Makhul Jessarae                          |                                               |                                               |
| 31 października 2017                          | Cardiff                                       | Walia                                         | Motorpoint Arena Cardiff                      | Lina Makhul Jessarae                          |                                               |                                               |
| 1 listopada 2017                              | Liverpool                                     | Wielka Brytania                               | Echo Arena                                    | Lina Makhul Jessarae                          |                                               |                                               |
| 3 listopada 2017                              | Newcastle                                     | Wielka Brytania                               | Metro Radio Arena                             | Aleem                                         |                                               |                                               |
| 4 listopada 2017                              | Newcastle                                     | Wielka Brytania                               | Metro Radio Arena                             | Aleem                                         |                                               |                                               |
| 6 listopada 2017                              | Dublin                                        | Irlandia                                      | 3Arena                                        | Aleem                                         |                                               |                                               |
| 7 listopada 2017                              | Belfast                                       | Irlandia Północna                             | The SSE Arena                                 | Aleem                                         |                                               |                                               |
| 8 listopada 2017                              | Belfast                                       | Irlandia Północna                             | The SSE Arena                                 | Aleem                                         |                                               |                                               |
| 10 listopada 2017                             | Glasgow                                       | Szkocja                                       | SSE Hydro                                     | Aleem                                         |                                               |                                               |
| 11 listopada 2017                             | Glasgow                                       | Szkocja                                       | SSE Hydro                                     | Aleem                                         |                                               |                                               |
| 13 listopada 2017                             | Leeds                                         | Wielka Brytania                               | First Direct Arena                            | Aleem                                         |                                               |                                               |
| 14 listopada 2017                             | Nottingham                                    | Wielka Brytania                               | Motorpoint Arena Nottingham                   | Aleem                                         |                                               |                                               |
| 15 listopada 2017                             | Nottingham                                    | Wielka Brytania                               | Motorpoint Arena Nottingham                   | Aleem                                         |                                               |                                               |
| 17 listopada 2017                             | Birmingham                                    | Wielka Brytania                               | Genting Arena                                 | Aleem                                         |                                               |                                               |
| 18 listopada 2017                             | Birmingham                                    | Wielka Brytania                               | Genting Arena                                 | Aleem                                         |                                               |                                               |
| 20 listopada 2017                             | Liverpool                                     | Wielka Brytania                               | Echo Arena                                    | Aleem                                         |                                               |                                               |
| 21 listopada 2017                             | Manchester                                    | Wielka Brytania                               | Manchester Arena                              | Lloyd Macey Aleem                             |                                               |                                               |
| 22 listopada 2017                             | Manchester                                    | Wielka Brytania                               | Manchester Arena                              | Aleem                                         |                                               |                                               |
| 25 listopada 2017                             | Londyn                                        | Wielka Brytania                               | The O2 Arena                                  | Aleem                                         |                                               |                                               |
| 26 listopada 2017                             | Londyn                                        | Wielka Brytania                               | The O2 Arena                                  | Aleem                                         |                                               |                                               |